# NGC 837
NGC 837 is een spiraalvormig sterrenstelsel in het sterrenbeeld Walvis. Het hemelobject werd in 1886 ontdekt door de Amerikaanse astronoom Francis Preserved Leavenworth.

## Synoniemen
- PGC 8297
- ESO 478-10
- MCG -4-6-11
- AM 0207-224
- IRAS02079-2239